# Brianka
Brianka (en ucraïnès i en rus: Брянка) és una ciutat de l'óblast de Luhansk a Ucraïna, situada actualment a zona autoproclamada República Popular de Luhansk de la Rússia. El 2021 tenia 44.987 habitants.
Es troba entre les ciutats de Kadíivka i Altxevsk.

## Història
Zaporoges 1696

 Unió Soviètica

 Ucraïna 1992-2014*

  República Popular de Luhansk 2014-present
L'assentament remunta la seva història als petits assentaments de Zaporoges, a zimivniki, que van aparèixer al lloc de la futura Brianka el 1696.
El lloc s'ha convertit en un assentament de miners al voltant de la pedrera local de Brianka des de finals del segle xix. Després de la Segona Guerra Mundial, entre el 1944 i el 1962 va ser un raion de la ciutat veïna de Kadiivka.
Ciutat des de desembre de 1962.
A la ciutat es publica un diari local des de l'abril de 1965.
Des del 2014, Brianka està sota el control efectiu de l'autoproclamada República Popular de Luhansk.
Durant la invasió russa d'Ucraïna han sorgit informes sobre soldats russos que es van negar a continuar lluitant i estaven captius a la ciutat.

## Demografia

### Població
A partir del 2021, la població era de 44.987 persones.

### Ètnia
Segons el cens d'Ucraïna de 2001 :
- Ucraïnesos: 54,9%
- Russos: 42,7%
- Belarussos: 0,8%

### Llenguatge
Segons el cens d'Ucraïna de 2001 :
- Rus: 87,01%
- Ucraïnès: 12,65%
- Belarús: 0,09%